# Цун (фамилия)
Цун — несколько омонимичных в кириллической записи китайских фамилий:
- кит. трад. 從 (сыцзяо: 2828, пиньинь: cóng, cōng, также zòng/цзун) — редко встречающаяся китайская фамилия, занимавшая 271-е место в старинном мнемонической списке «Байцзясин». Основное значение иероглифа —  гл. «сопровождать»; также он часто встречается в названиях степеней родства, означая боковую степень родства по деду со стороны отца.
- кит. трад. 叢, упр. 丛 (сыцзяо: 3214.7, пиньинь: cóng) — также относительно редкая фамилия, персоначально сюннского происхождения, в настоящее время приблизительно 127-я по встречаемости среди ханьского населения Китая (около 0,1 % от его числа). Основное значение иероглифа — «чаща; заросли; кусты»; также используется как счётная частица, исходно предназначавшаяся для цветов, но неформально применяемая и для людей (отсюда дополнительное значение «толпа, сборище») и других объектов.

## Известные носители фамилий
- Цун Вэйси[англ.] (кит. упр. 从维熙; род. 1933) — китайский писатель.
- Цун Лань[кит.] (кит. трад. 叢蘭; 1456—1523) — чиновник времён династии Мин.
- Цун Лунь (Линьцюань лаожэнь) — составитель сборника буддийских коанов (кит. гунъань) «Кун гуцзи» («Собрание долины пустоты-шуньяты»), 1285 г.
- Цун Лян (род. 1971) — китайский государственный и политический деятель, начальник Государственного управления по зерну и резервам КНР с 23 июня 2022 года.
- Цун Пин[англ.] (375—444) — древнекитайский художник и музыкант, автор самых ранних известных рассуждений о пейзажной живописи.
- Цун Фэй[кит.] (кит. упр. 丛飞; 1969—2006) — китайский певец.
- Цун Шань[кит.] (кит. упр. 丛珊; род. 1962) — китайская актриса.